# Rinoscleroma
Rinoscleroma ou escleroma respiratório é uma doença bacteriana rara, granulomatosa e crônica que afeta o nariz e a faringe, mas também pode infectar outras partes das vias respiratórias. É um pouco mais comum em mulheres e entre 10 e 30 anos de idade. Rinoscleroma é considerada uma doença tropical endêmica na África central, América Central, Sul da Ásia e Europa Oriental.

## Causa
É causada por Klebsiella pneumoniae da subespécie rhinoscleromatis, um bacilo gram-negativo, imóvel, encapsulado, da família Enterobacteriaceae e transmitida entre humanos por gotículas de muco nasal inaladas.

## Sinais e sintomas
O rinoscleroma pode ser dividido em três fases:
- Exsudativa/Catarral: começa como uma rinite inespecífica com rinorreia fétida, com pus e crostas que pode durar semanas ou até meses.
- Granulomatosa: ocorre formação de pólipos e nódulos moles, avermelhados ou arroxeados, na mucosa intranasal.
- Esclerótica/Fibrosa: ocorre deformidade e destruição da cartilagem nasal também são anotados(Hebra nariz). O dano pode resultar em anestesia do palato mole, o alargamento da úvula, disfonia, e vários graus de obstrução das vias aéreas.

## Tratamento
Pode ser tratada com tetraciclinas ou quinolonas por um período de 6 meses ou até que os cultivos de biópsias nasais deem negativos. A combinação de ciprofloxacino com rifampicina também pode ser usada para alcançar macrófagos nas secreções nasais.